# Bandera Telefónica
La Bandera Telefónica es una competición anual de remo, concretamente de traineras, que se celebró en diversas localidades de País Vasco entre los años 1999 y 2010, patrocinada por Telefónica y en la última edición por su marca Movistar. En el año 2009 se disputaron dos regatas siendo la segunda de éstas la única se celebró fuera de País Vasco, en concreto, en Galicia. 

## Historia
En la primera edición se disputó el 25 de agosto de 1999 a las 19 horas en aguas de Guetaria. La segunda edición se celebró el 29 de julio a las 19 horas en aguas de Ondárroa correspondiente a la Liga Vasca A. La tercera edición se disputó en un nuevo campo de regatas, esta vez en Zumaya, el 28 de julio como parte otra vez de la Liga Vasca A. El 20 de julio siguiente se disputó la cuarta edición en Lequeitio también como parte de la Liga Vasca A.
Como parte de la Liga ACT se disputó la edición de 2003 en aguas de Zarauz. En 2004 se disputó en Guecho pero no era puntuable para la liga. En la edición de 2005 fue en Fuenterrabía, como parte de la Liga ACT, el 24 de septiembre. El 16 de julio de 2006 se disputó la siguiente edición en Bermeo. El 15 de julio de 2007 se disputó en San Sebastián, como al año siguiente.
En el año 2009 se disputaron dos banderas una de las cuales se celebró por primera vez fuera de País Vasco en la localidad gallega de El Grove el 11 de julio. La otra regata se había disputado el día 4 de julio en Bilbao. En el año 2010, se remó la última edición el día 4 de julio en San Sebastián bajo el nombre de Bandera Movistar.
En todos los campos de regatas se bogaron cuatro largos y tres ciabogas lo que totalizaron un recorrido de 3 millas náuticas que equivalen a 5556 metros.

## Historial
| Edición | Año  | Localidad     | Ganador      | Segundo      | Tercero      |
| ------- | ---- | ------------- | ------------ | ------------ | ------------ |
| I       | 1999 | Guetaria      | Orio         | Astillero    | Castro       |
| II      | 2000 | Ondárroa      | Fuenterrabía | Astillero    | Orio         |
| III     | 2001 | Zumaya        | Castro       | Urdaibai     | Astillero    |
| IV      | 2002 | Lequeitio     | San Juan     | Castro       | Orio         |
| V       | 2003 | Zarauz        | Astillero    | Orio         | Fuenterrabía |
| VI      | 2004 | Guecho        | Urdaibai     | Fuenterrabía | Astillero    |
| VII     | 2005 | Fuenterrabía  | Astillero    | Castro       | Pedreña      |
| VIII    | 2006 | Bermeo        | Orio         | Fuenterrabía | Castro       |
| IX      | 2007 | San Sebastián | Castro       | Zumaya       | Fuenterrabía |
| X       | 2008 | San Sebastián | Orio         | Urdaibai     | Zumaya       |
| XI      | 2009 | Bilbao        | Castro       | San Pedro    | Fuenterrabía |
| XII     | 2009 | El Grove      | Castro       | San Pedro    | Urdaibai     |
| XIII    | 2010 | San Sebastián | Orio         | Castro       | San Pedro    |

Las ediciones de 2009 se llamaron XI Bandera Telefónica - G.P. Villa de Bilbao y XII Bandera Telefónica - G.P. Concejo El Grove, y la de 2010 XIII Bandera Movistar.

## Palmarés
| Victorias | Club         | Años                         |
| --------- | ------------ | ---------------------------- |
| 4         | Orio         | 1999, 2006, 2008, 2010       |
| 4         | Castro       | 2001, 2007, 2009 (2 regatas) |
| 2         | Astillero    | 2003, 2005                   |
| 1         | Fuenterrabía | 2000                         |
| 1         | San Juan     | 2002                         |
| 1         | Urdaibai     | 2004                         |